# Алексеевский сельсовет (Тамбовская область)
Алексеевский сельсовет — муниципальное образование со статусом сельского поселения в составе Жердевского района Тамбовской области Российской Федерации
Административный центр — село Алексеевка.

## История
В соответствии с Законом Тамбовской области от 17 сентября 2004 года № 232-З установлены границы муниципального образования и статус сельсовета как сельского поселения.
В соответствии с Законом Тамбовской области от 24 мая 2013 года № 271-З в состав сельсовета включён упразднённый Павлодарский сельсовет.

## Население
| 2010  | 2012  | 2013  | 2014  | 2015  | 2016  | 2017  |
| ----- | ----- | ----- | ----- | ----- | ----- | ----- |
| 1042  | ↘1017 | ↘997  | ↗1396 | ↘1362 | ↘1348 | ↘1312 |
| 2018  | 2019  | 2020  | 2021  |       |       |       |
| ↘1253 | ↘1223 | ↘1189 | ↘1027 |       |       |       |

## Состав сельского поселения
| № | Населённый пункт | Тип населённого пункта       | Население |
| - | ---------------- | ---------------------------- | --------- |
| 1 | Алексеевка       | село, административный центр | ↗689      |
| 2 | Бокино           | деревня                      | ↘80       |
| 3 | Максимовка       | деревня                      | →309      |
| 4 | Марьино          | деревня                      | 38        |
| 5 | Новопавловка     | деревня                      | 5         |
| 6 | Павлодар         | село                         | ↘385      |
| 7 | Рыбкино          | деревня                      | 6         |

### Упразднённые населённые пункты
Деревня Серединовка